# Tribu de Judá

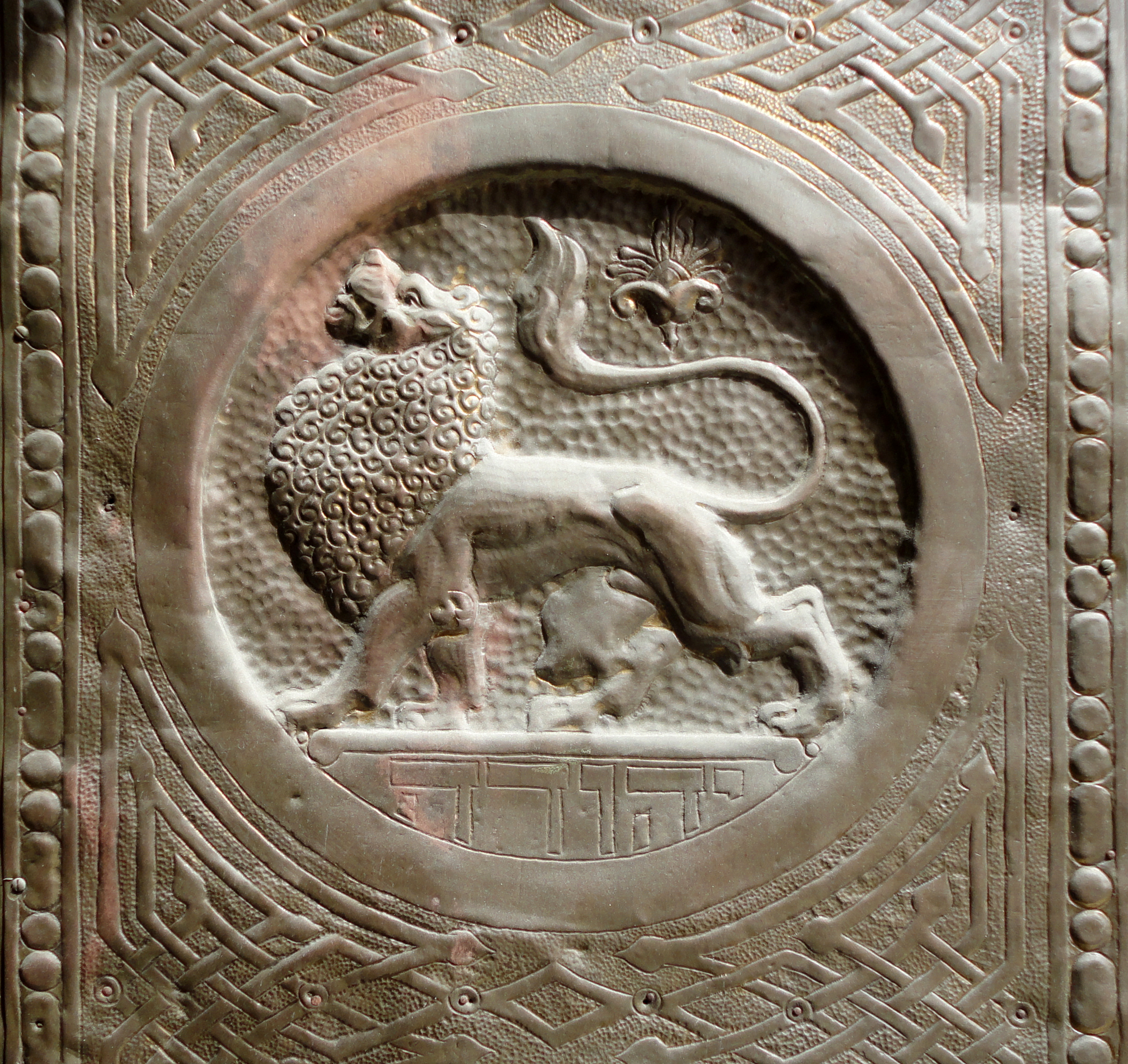
El león, símbolo de Judá. Motivo repujado en las puertas del Hospital Bikur Jolim, Jerusalén.

Mapa con los territorios de las doce tribus israelitas hacia 1200 - 1050 a. C. El sureño territorio de Judá figura en color pardo.

Monarquía dividida: Reino de Judá (sur) y Reino de Israel (norte); territorios de los dos reinos hebreos hacia 830 a. C..

Símbolo de la tribu de Judá, con León de Judá en el centro de una estrella de seis puntas e incluyendo los motivos de Jerusalén como Ciudad de David, la Ley y la corona de la monarquía unida de Judá e Israel durante el reinado davídico.

La tribu de Judá fue una de las doce tribus de Israel, descendiente del patriarca Judá, cuarto hijo de Jacob.
Luego de haber partido del Antiguo Egipto y habiendo ya atravesado la península de Sinaí, la tribu de Judá ingresó en Canaán junto con las demás tribus israelitas y se estableció en la región sur de Jerusalén. Con el tiempo se volvió la tribu más poderosa y de ella nacieron importantes reyes, tales como David y Salomón. Fue también en el seno de la tribu de Judá que emergió la profecía de la llegada del Mesías.Después de que las diez tribus del norteño Reino de Israel se dispersaron debido a la conquista asiria de 721 a. C., las tribus de Judá y Benjamín quedaron como únicas herederas del Pacto abrahámico, ratificado a través de la Alianza mosaica. El Reino de Judá floreció hasta el año 586 a. C., cuando fue invadido por los babilonios y muchos de sus habitantes partieron en cautiverio hacia Mesopotamia.
Casi cincuenta años después, en 538 a. C., Ciro II el Grande permitió a los judíos regresar a su tierra natal y el Templo de Jerusalén fue subsecuentemente reconstruido. La historia de Judá desde entonces y en adelante es la historia de los judíos y también aquella del Judaísmo. La región que otrora constituía el territorio de Judá y el Reino de Judá será también conocida como Judea (יודה).

## Relato bíblico
La tribu de Judá, sus conquistas y la centralidad de su capital en Jerusalén para el culto a Yahvé ocuparon un lugar destacado en la historia deuteronómica, que abarca los libros de Deuteronomio a través de II Reyes, que la mayoría de los estudiosos coinciden en que se redujo a forma escrita, aunque sujeta a alteraciones y enmiendas exílicas y postexílicas, durante el reinado del reformador judaíta Josías de 641 a 609 a. C. 

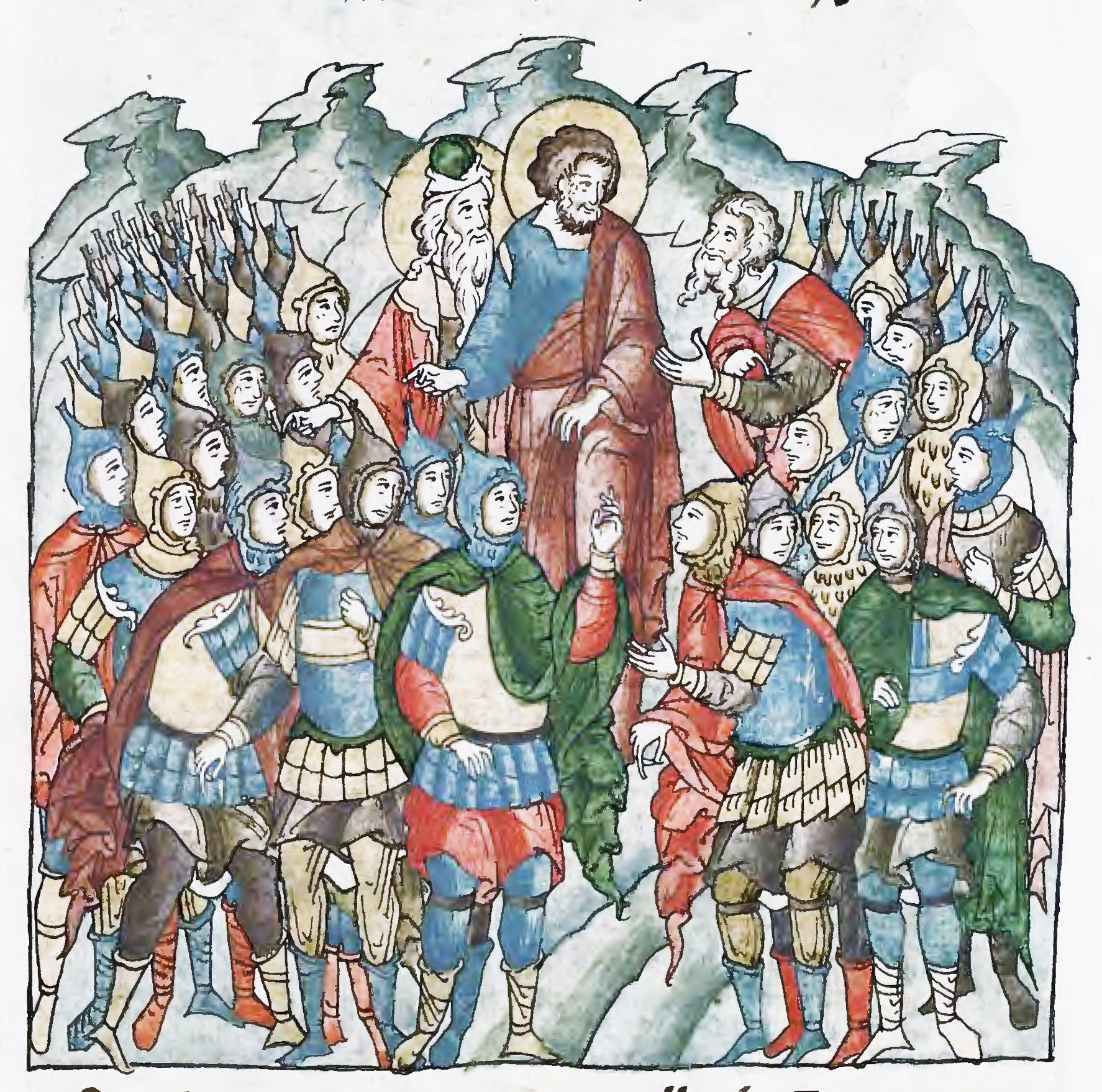
Moisés contando a los parientes de Judá

Según el relato del Libro de Josué, tras una conquista parcial de Canaán por parte de las tribus israelitas (los jebuseos aún mantenían el control de Jerusalén), Josué repartió la tierra entre las doce tribus. La porción de Judá se describe en Josué 15 como que abarca toda la parte sur de la Tierra de Israel, especialmente el Neguev, el desierto de Zin y Jerusalén. Sin embargo, el consenso de los eruditos modernos es que esta conquista nunca ocurrió. Ref. BakerArnold2004: «Además del rechazo del modelo de «conquista» albrightiano, el consenso general entre los eruditos del Antiguo Testamento es que el Libro de Josué no tiene valor en la reconstrucción histórica. Ven el libro como una retroyección ideológica de un período posterior, ya sea tan temprano como el reinado de Josías o tan tardío como el período asmoneo».
 Otros estudiosos señalan referencias extrabíblicas a Israel y Canaán como prueba de la posible historicidad de la conquista. 
En las primeras palabras del Libro de los Jueces, tras la muerte de Josué, los israelitas «preguntaron al Señor» qué tribu debía ser la primera en ir a ocupar su territorio asignado, y la tribu de Judá fue identificada como la primera tribu.  Según la narración del Libro de los Jueces, la tribu de Judá invitó a la tribu de Simeón a luchar con ellos en alianza para asegurar cada uno de sus territorios asignados. Sin embargo, muchos estudiosos no creen que el Libro de los Jueces sea un relato histórico fiable.
El Libro de Samuel describe el repudio de Dios de una línea monárquica que surge de la Tribu de Benjamín del sur debido a la pecaminosidad del Rey Saúl, que luego fue otorgada a la tribu de Judá para siempre en la persona del Rey David. En el relato de Samuel, tras la muerte de Saúl, todas las tribus excepto Judá permanecieron leales a la Casa de Saúl, mientras que Judá eligió a David como su rey. Sin embargo, tras la muerte de Ish-bosheth, hijo de Saúl y sucesor al trono de Israel, todas las demás tribus israelitas nombraron rey de un único Reino de Israel Re-Unido a David, que entonces era el rey de Judá. El Libro de los Reyes narra la expansión y la gloria sin precedentes de la Monarquía Unida bajo el mandato del Rey Salomón. La mayoría de los estudiosos creen que los relatos sobre el territorio de David y Salomón en la «monarquía unida» son exagerados, y una minoría cree que la «monarquía unida» nunca existió.  En desacuerdo con esta última opinión, el erudito del Antiguo Testamento Walter Dietrich sostiene que las historias bíblicas de los monarcas del siglo X a. C. contienen un núcleo histórico significativo y no son simplemente ficciones tardías. 
Con la adhesión de Roboam, hijo de Salomón, hacia el año 930 a. C., las Diez Tribus del Norte de Israel, bajo el liderazgo de Jeroboam de la Tribu de Efraín, se separaron de la Casa de David, la línea davídica, para crear el Reino del Norte en Samaria. El Libro de los Reyes no tiene ninguna consideración por su vecino más grande y rico del norte y entiende su conquista por parte de Asiria en el 722 a. C. como un castigo divino por el retorno del Reino a la idolatría. 
Las tribus de Judá, Dan meridional y Benjamín permanecieron leales a la Casa de David. Estas tribus formaron el Reino de Judá, que existió hasta que Judá fue conquistada por Babilonia en el año 586 a. C. y la población fue deportada.
Cuando los judíos, que habían estado en el exilio en Babilonia, regresaron, se abandonaron las afiliaciones tribales residuales, probablemente debido a la imposibilidad de restablecer las anteriores propiedades tribales. Sin embargo, se conservaron los roles religiosos especiales decretados para los levitas y los cohanim, pero Jerusalén se convirtió en el único lugar de culto y sacrificio entre los exiliados que regresaban, tanto del norte como del sur.

## Territorio y ciudades de Judá
Según el texto bíblico, la tribu de Judá fue la que lideró a las demás tribus que constituyeron el Reino de Judá, ocupando ella la mayor parte del territorio del mencionado reino, con excepción de una pequeña región en el noreste que pertenecía a Benjamín y un enclave hacia el sudoeste que era ocupado por Simeón. Inicialmente, Belén y Hebrón fueron las principales ciudades ubicadas dentro del territorio de Judá, que a su vez también comprendía aquellas de Kadesh, Debir, Arad, Estemea, Jarmut y Laquís.
Dado su tamaño y peculiaridades geográficas, el territorio de la tribu de Judá poseía cuatro regiones:
- El Negev comprendía la porción sur del territorio y era apto para el pastoreo.
- La Shfelá o tierras bajas, localizadas entre el mar Mediterráneo y las tierras altas, que eran empleadas para la agricultura, particularmente el cultivo de diversos cereales.
- El desierto, región cercana al mar Muerto y localizada bajo el nivel del mar; difícilmente habitable y área de una fauna salvaje que incluía, entre otros, osos y leopardos. Comprendía los desiertos de Ein Guedi, Judá y Maón.[18]
- El país montañoso, constituido por una elevada planicie situada entre las tierras bajas y el desierto; territorio rocoso pero con suelo fértil. La región producía cereales, oliva, vid y otros frutos. Era renombrada por sus aceites y vinos.

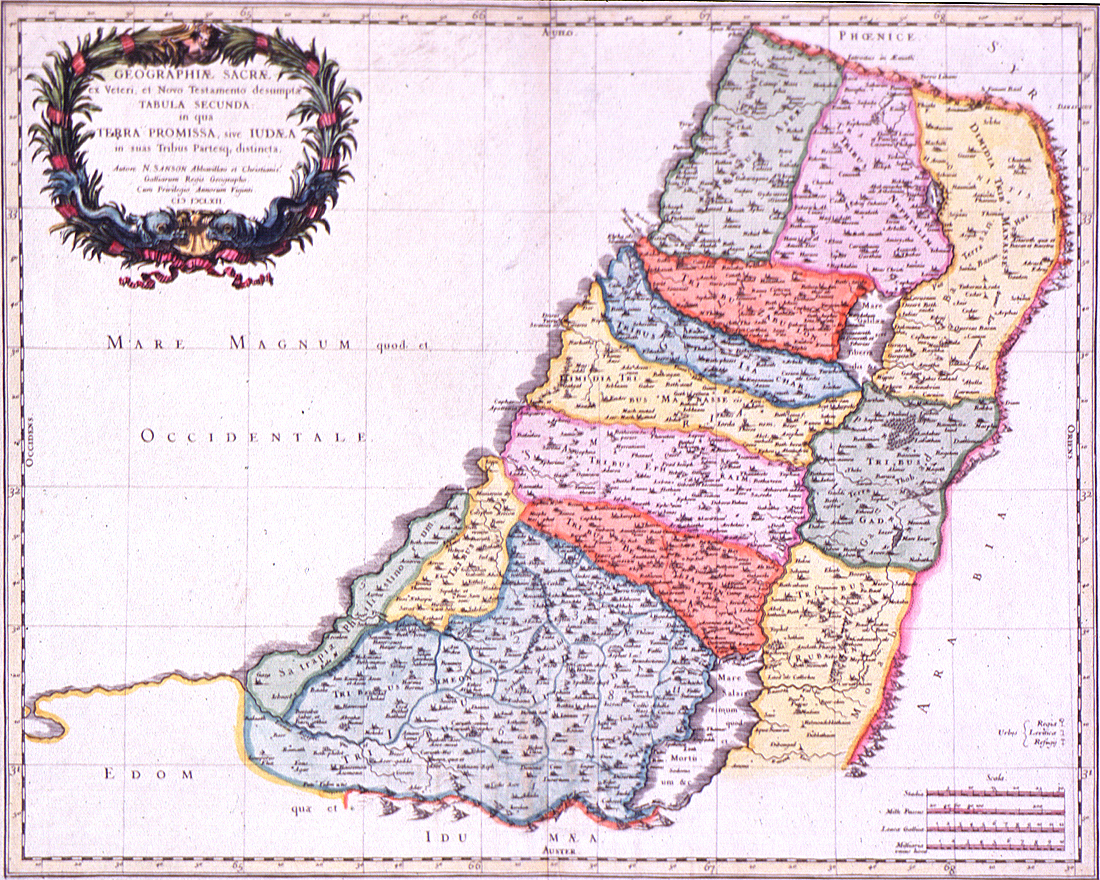
Territorios de las doce tribus, 1200-1050 a. C. Nicolas Sanson, Geographiae Sacrae, 1662.
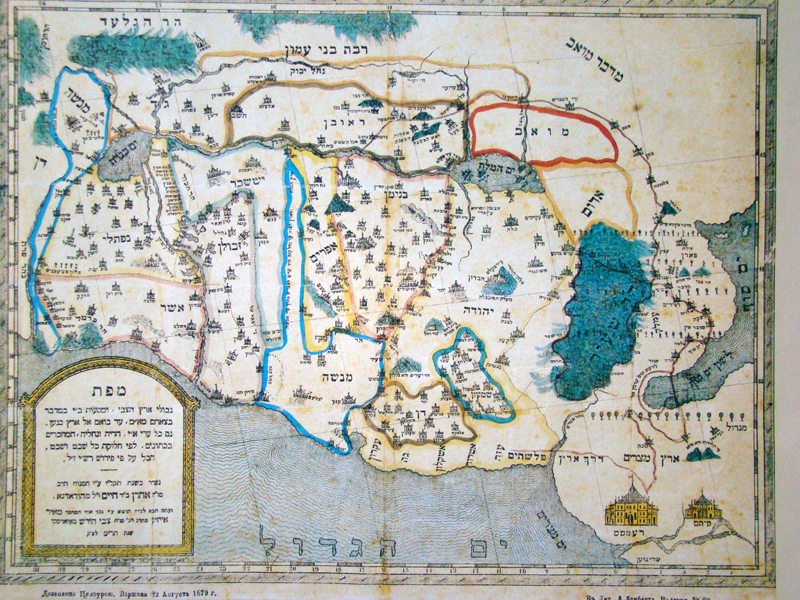
Territorios de las doce tribus, 1200-1050 a. C. Mapa hebreo por Aaron ben Hayyim of Grodno, 1883.
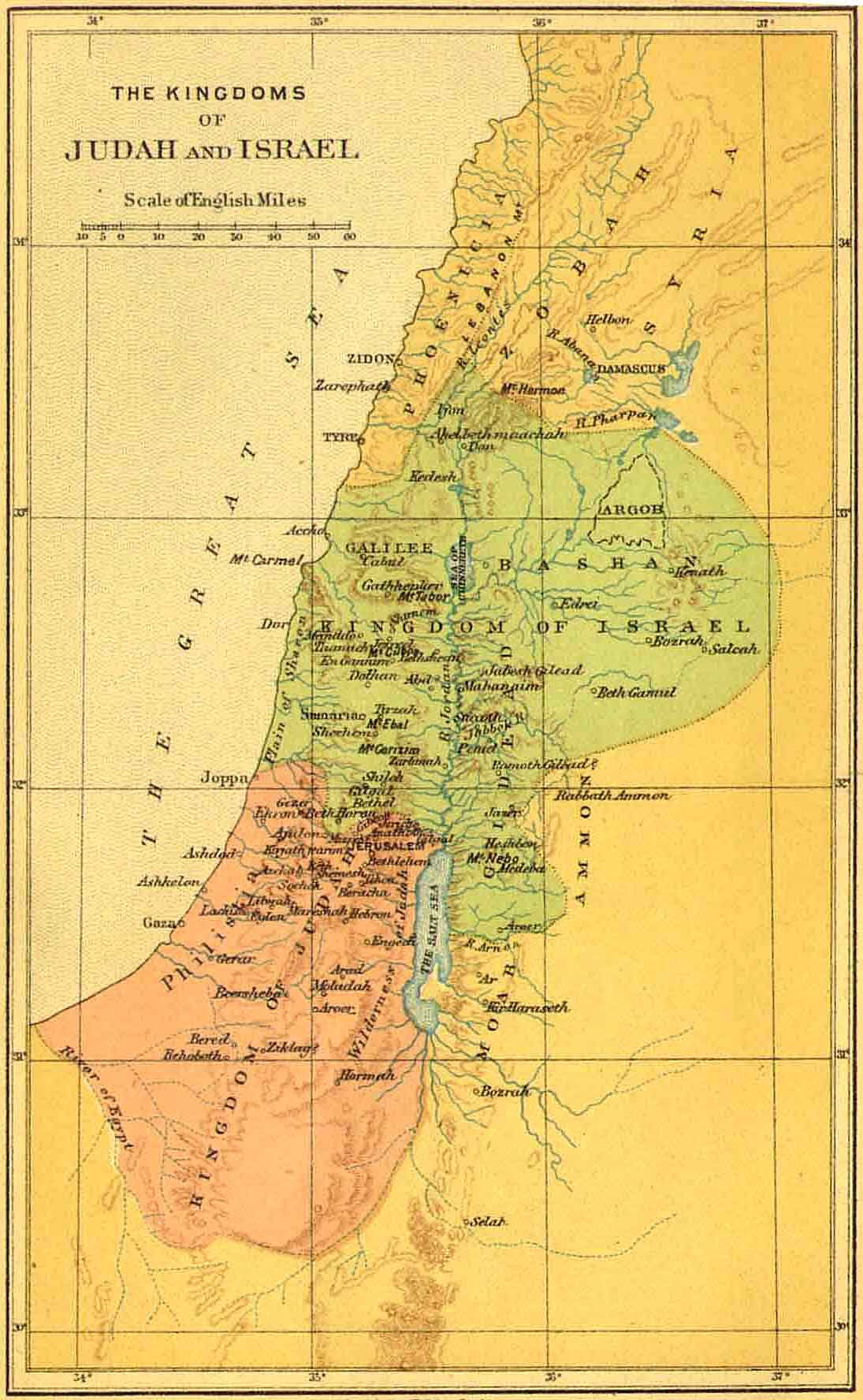
Reinos de Judá (rojo) e Israel (verde), 928 a. C.[21] Mapa por la Bible Society, 1888.
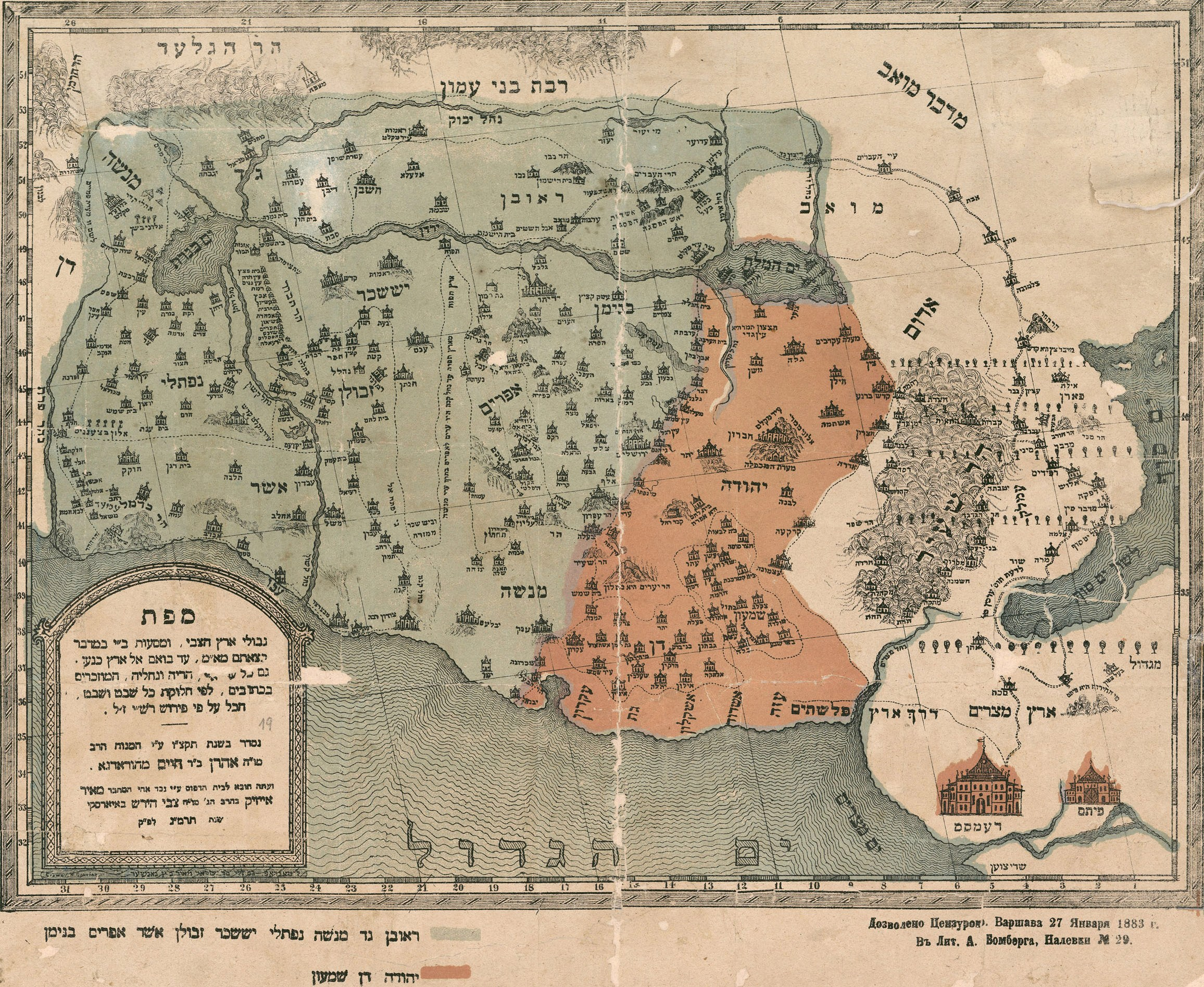
Reinos de Judá (rojo) e Israel (verde), 928 a. C. Mapa hebreo por Aaron ben Hayyim of Grodno, 1836.

## Origen
Según la Torá, la tribu estaba formada por descendientes de Judá, el cuarto hijo de Jacob y de Lía. Algunos estudiosos bíblicos consideran que se trata de un mito etiológico creado a posteriori para explicar el nombre de la tribu y relacionarlo con las demás tribus de la confederación israelita.  Con Lea como matriarca, los eruditos bíblicos consideran que los autores del texto creían que la tribu había formado parte de la confederación israelita original.
Al igual que las otras tribus del Reino de Judá, la Tribu de Judá e|stá completamente ausente del antiguo Cantar de Débora. Tradicionalmente, esto se ha explicado como debido a que el reino del sur estaba demasiado «lejos» para participar en la batalla, pero Israel Finkelstein et al. afirman la explicación alternativa de que el reino del sur era simplemente un remanso rural insignificante en el momento en que se escribió el poema. 
El profesor Aaron Demsky sostiene que el registro genealógico de Sela y sus hijos era una alegoría de la historia de los clanes selanitas en Sefelá (es decir, las estribaciones de Judea). Estos clanes fundaron ciudades como Lecá (o Laquis) y Maresa. También trabajaban como alfareros y artesanos para el rey, en particular para Ezequías. Después de que los asirios destruyeran sus ciudades, los supervivientes huyeron a Jerusalén y se asimilaron por completo a los habitantes en el año 538 a. C., cuando los exiliados babilonios regresaron a Jerusalén.

## Personajes
Muchos de los líderes y profetas judíos de la Biblia hebrea afirmaron pertenecer a la tribu de Judá. Por ejemplo, los profetas literarios Isaías, Amos, Joel, Miqueas, Abdías, Zacarías, y Sofonías, todos pertenecían a la tribu. 
Las genealogías que figuran en Mateo 1:1-6 y Lucas 3:23-34 en el Nuevo Testamento describen a Jesús como descendiente de David, a través de Salomón en Mateo y a través de Natán en Lucas.

## Destino

El León de Judá en el emblema municipal de Jerusalén

Como parte del Reino de Judá, la tribu de Judá sobrevivió al destrucción de Israel por los asirios, y en su lugar fue sometida al Cautiverio babilónico; cuando el cautiverio terminó, la distinción entre las tribus se perdió en favor de una identidad común. Dado que Simeón y Benjamín habían sido socios muy subordinados en el Reino de Judá, fue Judá quien dio su nombre a la identidad: la de los «judíos».
Tras la caída de Jerusalén, Babilonia (la actual Irak) se convertiría en el centro del judaísmo durante 1000 años. Las primeras comunidades judías en Babilonia comenzaron con el exilio de la tribu de Judá a Babilonia por parte de Joaquín en el 597 a. C., así como tras la destrucción del Templo de Jerusalén en el 586 a. C.  Muchos más judíos emigraron a Babilonia en el año 135 d. C. después de la revuelta de Bar Kokhba y en los siglos posteriores.
El triunfo o la victoria del «León de la tribu de Judá», que es capaz de abrir el rollo y sus siete sellos, forma parte de la visión del escritor del Apocalipsis en el Nuevo Testamento. 
Las tradiciones de Etiopía, registradas y elaboradas en un tratado del siglo XIV, el «Kebra Nagast», afirman el origen de un séquito de israelitas que regresaron con la Reina de Saba de su visita al Rey Salomón en Jerusalén, con quien había concebido al fundador de la dinastía salomónica, Menelik I. Tanto la tradición etíope cristiana como la judía cuentan que estos inmigrantes eran en su mayoría de las tribus de Dan y Judá; de ahí el lema en ge'ez Mo`a 'Anbessa Ze'imnegede Yihuda («El León de la Tribu de Judá ha vencido»), uno de los muchos nombres de Jesús de Nazaret.

## Símbolo
El León de Judá es el símbolo de la tribu de Judá. A menudo es representado en el arte judío, así como también en otros marcos identitarios, tanto religiosos como políticos y culturales. El León de Judá es a su vez un motivo recurrente en la imaginería jerosolimitana.

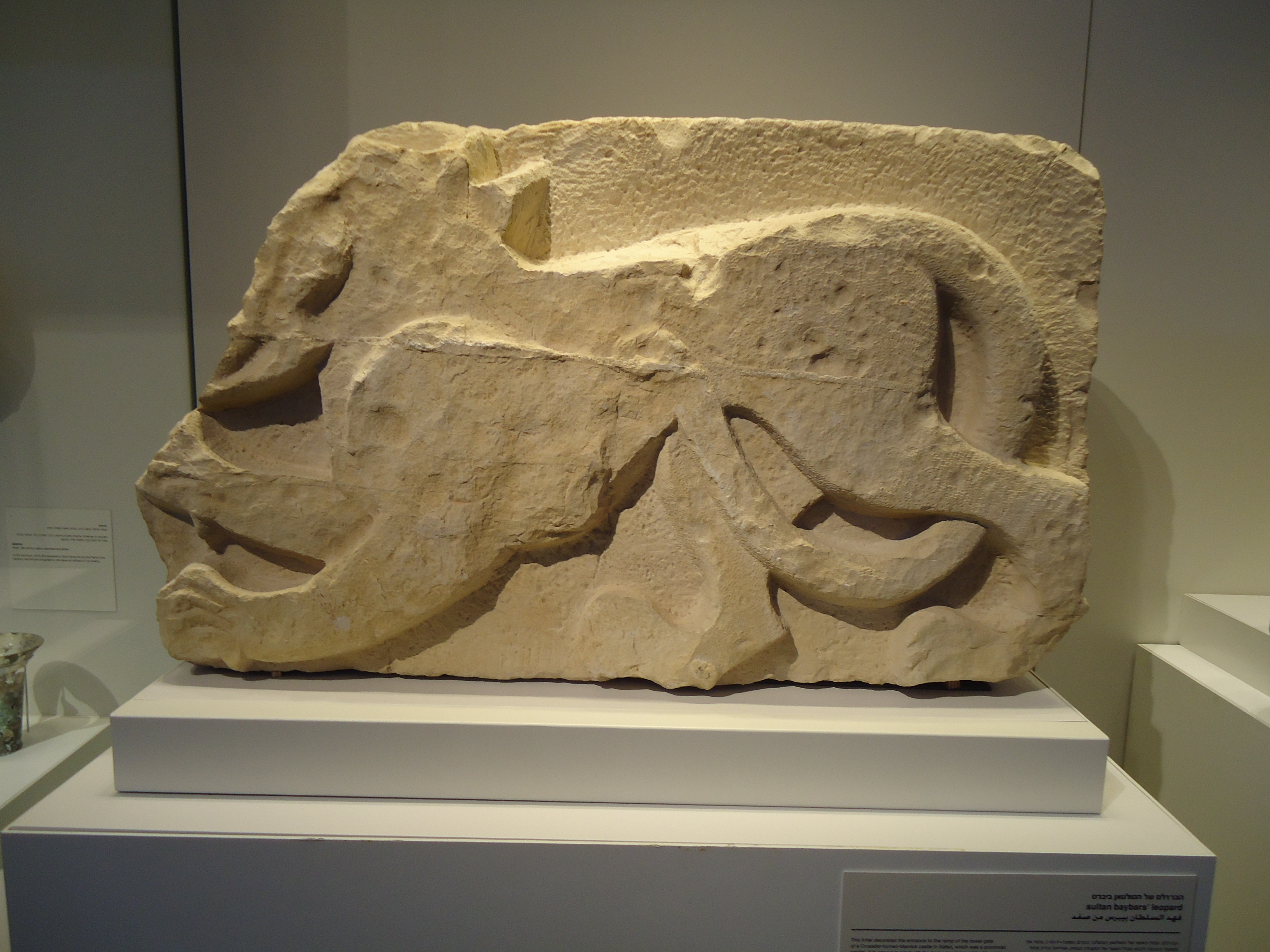
Relieve en el Museo de Israel
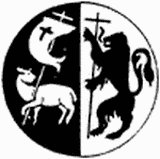
Cristo como Cordero de Dios y León de Judá. Emblema de la Comunidad de las Beatitudes.
Bandera de Etiopía, 1897
Emblema municipal de la ciudad de Jerusalén, 1948